# Allomacrus longecaudatus
Allomacrus longecaudatus là một loài tò vò trong họ Ichneumonidae.